# Rito della Nivola

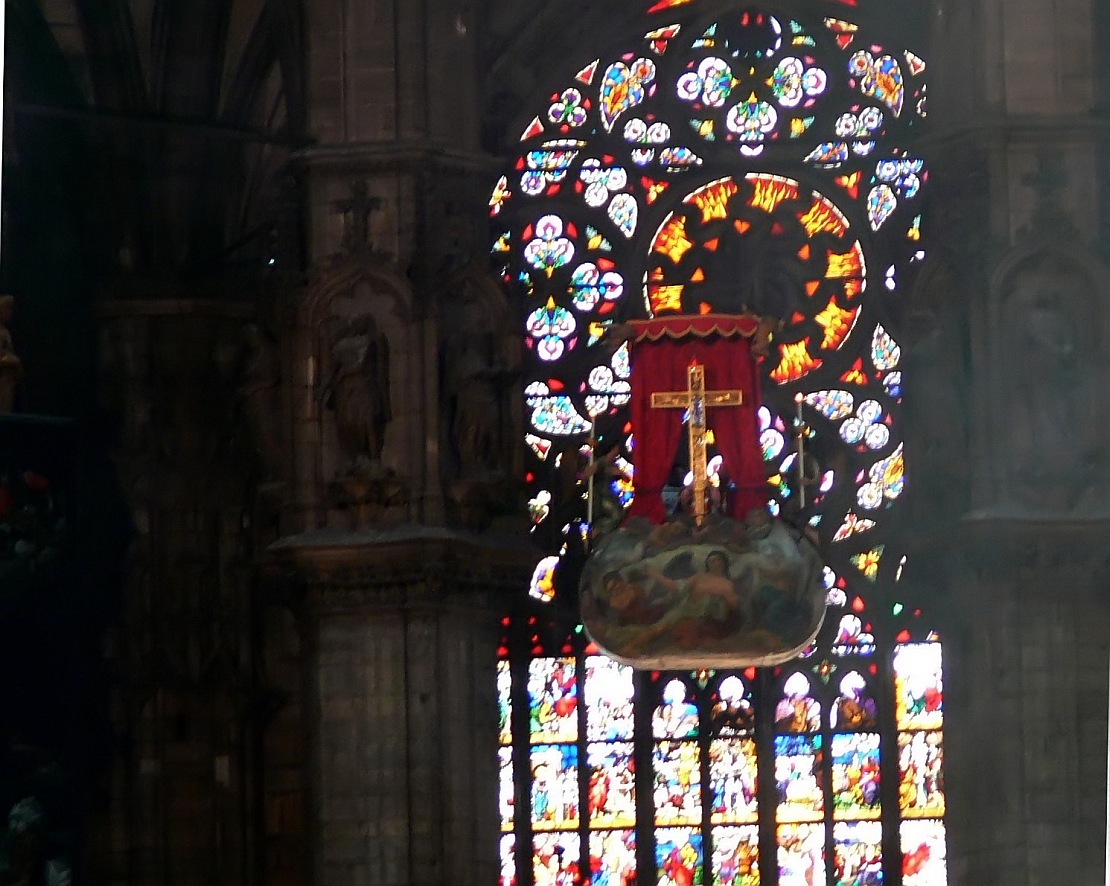
La nivola trasporta la reliquia del Santo Chiodo.

Il Rito della Nivola è un rito liturgico cattolico celebrato ogni anno il 14 settembre, ricorrenza dell'Esaltazione della Santa Croce, per volere di Carlo Borromeo, nel duomo di Milano. Per la celebrazione, il Santo Chiodo, dopo esser stato portato a terra, viene solennemente esposto alla venerazione dei fedeli, per essere riportato alla sua sede al termine della festività.

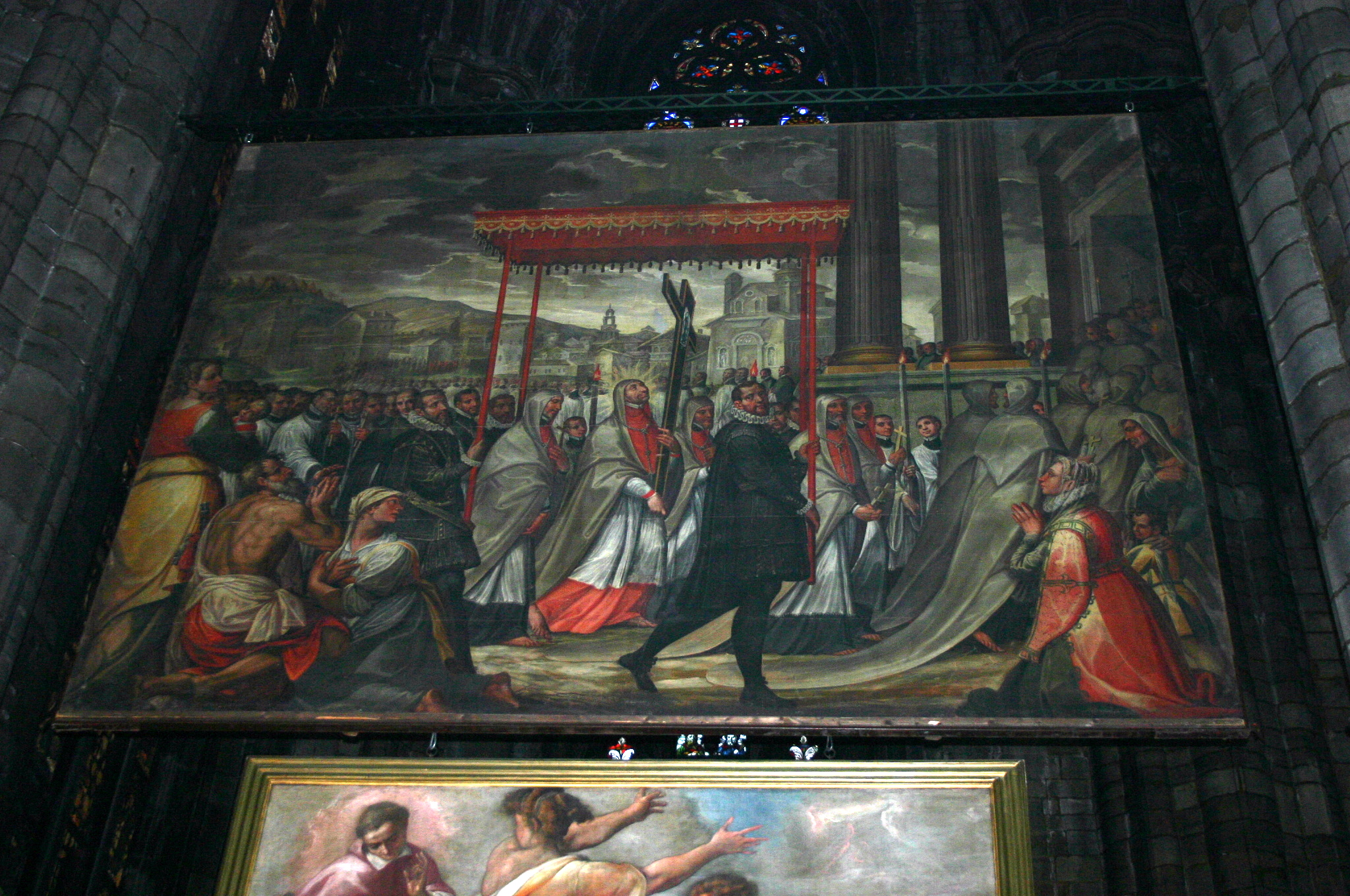
Carlo Borromeo si reca in processione con il Santo Chiodo, dipinto di Gian Battista della Rovere nel Duomo di Milano.

Il rito prende il nome dalla Nivola, un particolare ascensore probabilmente risalente agli inizi del seicento, e mosso oggi da un argano elettrico che sale fino all'altezza di quaranta metri per permettere all'arcivescovo di prelevare, da una teca sospesa poco sotto il fastigio dell'abside, la più preziosa reliquia della Chiesa ambrosiana, il Santo Chiodo.
La Nivola è costituita da un ampio cesto in lamiera, avvolto da un rivestimento di tela e ornata di pitture che raffigurano angeli e cherubini avvolti in vaporose nubi, dipinta da Paolo Camillo Landriani nel 1612, e da allora fu più volte restaurata.
La prima processione del Santo Chiodo che si ricordi risale al 1576, quando, durante la peste, Carlo Borromeo portò la reliquia in processione dal Duomo alla chiesa di San Celso per implorare la fine della peste.